# الانتخابات الرئاسية التونسية 2014

شعار الانتخابات التشريعية والرئاسية الموضوعة من قبل الهيئة العليا المستقلة للانتخابات.

الانتخابات الرئاسية التونسية 2014 هي الانتخابات الرئاسية العاشرة للبلاد التونسية التي عقدت في 23 نوفمبر 2014. وفاز فيها مرشح حزب نداء تونس الباجي قائد السبسي في مرحلة ثانية بينه وبين الرئيس المنتهية ولايته المنصف المرزوقي بعد أن أخفق أي من المرشحين في تحقيق نسبة تصويت أكثر من 50% في المرحلة الأولى.
أشرف على هذه الانتخابات الهيئة العليا المستقلة للانتخابات برئاسة شفيق صرصار.

## السياق التاريخي
تعد هذه الانتخابات نهاية الانتقال الديمقراطي في تونس الذي بدأ بعد الثورة التونسية وسقوط نظام زين العابدين بن علي. وتعتبر هذه الانتخابات أيضا أول انتخابات رئاسية بعد إقرار دستور تونس 2014 الجديد من قبل المجلس الوطني التأسيسي الذي أنتخب في 2011 في أول انتخابات بعد الثورة تكون نزيهة وديمقراطية وشفافة ومتعددة الأحزاب.

## شروط الترشّح إلى رئاسة الجمهوريّة
حدد القانون الإنتخابي التونسي المصدق عليه من طرف المجلس الوطني التأسيسي يوم، الثلاثاء 22 أبريل 2014 حسب الفصول 37 و38 و39 على شروط الترشح للانتخابات الرئاسية التونسية 2014 و التي تتمثل في:
- تونسي الجنسية منذ الولادة، دينه الإسلام بالغا من العمر خمساً وثلاثين سنة على الأقل. وإذا كان حاملا لجنسية غير الجنسية التونسية فإنه يقدم ضمن ملف ترشّحه تعهّدا بالتخلي عن الجنسية الأخرى عند التصريح بانتخابه رئيسا للجمهورية.
- تتم تزكية المترشّح للانتخابات الرئاسية من عشرة نواب من مجلس نواب الشعب، أو من أربعين من رؤساء مجالس الجماعات المحلية المنتخبة أو من عشرة آلاف من الناخبين المرسمين والموزعين على الأقل على عشرة دوائر انتخابية على أن لا يقلّ عددهم عن خمسمائة ناخب بكل دائرة منها.
- يؤمن المترشّح لدى الخزينة العامة للبلاد التونسية ضمانا ماليا قدره عشرة آلاف دينار لا يتم استرجاعه إلاّ عند حصوله على ثلاثة بالمائة على الأقل من عدد الأصوات المصرّح بها.

## الانتخابات الرئاسية

### المترشحون
تم فتح باب الترشحات للانتخابات الرئاسية يوم 8 سبتمبر 2014 وأغلق في 22 سبتمبر 2014، قدم 70 شخص ملف ترشحهم لهذه الانتخابات، قبلت منهم الهيئة رسميا 27 مترشحا، ورفضت 41 فيما انسحب 2. 

شهدت هذه الانتخابات ترشح عدة شخصيات من نظام بن علي المخلوع بعد الثورة التونسية، مثل الباجي قائد السبسي وعبد الرحيم الزواري ومنذر الزنايدي وكمال مرجان ومصطفى كمال النابلي وحمودة بن سلامة ونور الدين حشاد.

الحزب الأكبر في البلاد حركة النهضة لم يقدم مرشحا للرئاسية، واكتفى باعطاء الحرية للمنتمين له ودعوتهم لاختيار «الشخصية المناسبة التي ستقود المسار الديمقراطي وتحقيق أهداف الثورة» حسب تعبيرهم.
ملاحظة: القائمة أسفله مرتبة حسب ترتيب الناخبين على ورقة التصويت وذلك بعد القرعة المقامة من قبل الهيئة. 
| رقم | الصورة | المترشح              | الحزب                                   | المهنة                                                                      | طريقة الترشح                                                                      |
| --- | ------ | -------------------- | --------------------------------------- | --------------------------------------------------------------------------- | --------------------------------------------------------------------------------- |
| 1   |        | العربي نصرة          | صوت شعب تونس                            | رجل أعمال وباعث قناة حنبعل                                                  | تزكية 10 نواب                                                                     |
| 2   |        | عبد الرحيم الزواري   | الحركة الدستورية                        | سياسي ووزير سابق ومحامي                                                     | تجميع 000 10 توقيع على الأقل في 10 دوائر إنتخابية في كل واحدة 500 توقيع على الأقل |
| 3   |        | كلثوم كنو            | مستقلة                                  | قاضية                                                                       | تجميع 000 10 توقيع على الأقل في 10 دوائر إنتخابية في كل واحدة 500 توقيع على الأقل |
| 4   |        | كمال مرجان           | حزب المبادرة الوطنية الدستورية التونسية | سياسي وموظف دولي ووزير سابق                                                 | تجميع 000 10 توقيع على الأقل في 10 دوائر إنتخابية في كل واحدة 500 توقيع على الأقل |
| 5   |        | سالم الشايبي         | حزب المؤتمر الشعبي                      | سياسي وخبير أنظمة ضمان اجتماعي                                              | تجميع 000 10 توقيع على الأقل في 10 دوائر إنتخابية في كل واحدة 500 توقيع على الأقل |
| 6   |        | عبد الرزاق الكيلاني  | مستقل                                   | سياسي ومحامي                                                                | تزكية 11 نائبا                                                                    |
| 7   |        | الباجي قائد السبسي   | نداء تونس                               | سياسي، رئيس الوزراء سابقا، رئيس مجلس النواب سابقا، وزير وسفير سابق          | تجميع 000 10 توقيع على الأقل في 10 دوائر إنتخابية في كل واحدة 500 توقيع على الأقل |
| 8   |        | سليم الرياحي         | الاتحاد الوطني الحر                     | سياسي ورجل أعمال                                                            | تجميع 000 10 توقيع على الأقل في 10 دوائر إنتخابية في كل واحدة 500 توقيع على الأقل |
| 9   |        | عبد القادر اللباوي   | مستقل                                   | سياسي وإداري                                                                | تجميع 000 10 توقيع على الأقل في 10 دوائر إنتخابية في كل واحدة 500 توقيع على الأقل |
| 10  |        | مصطفى كمال النابلي   | مستقل                                   | إقتصادي ومحافظ البنك المركزي التونسي سابقا.                                 | تجميع 000 10 توقيع على الأقل في 10 دوائر إنتخابية في كل واحدة 500 توقيع على الأقل |
| 11  |        | أحمد الصافي          | مستقل                                   | كاتب وصحفي و روائي                                                          | تجميع 000 10 توقيع على الأقل في 10 دوائر إنتخابية في كل واحدة 500 توقيع على الأقل |
| 12  |        | ياسين الشنوفي        | مستقل                                   | رجل أعمال                                                                   | تجميع 000 10 توقيع على الأقل في 10 دوائر إنتخابية في كل واحدة 500 توقيع على الأقل |
| 13  |        | أحمد نجيب الشابي     | الحزب الجمهوري                          | محامي وسياسي ووزير سابق                                                     | تزكية عشرة نواب                                                                   |
| 14  |        | حمودة بن سلامة       | مستقل                                   | سياسي ووزير سابق                                                            | تزكية 13 نائبا                                                                    |
| 15  |        | علي الشورابي         | مستقل                                   | قاضي وإعلامي                                                                | تجميع 000 10 توقيع على الأقل في 10 دوائر إنتخابية في كل واحدة 500 توقيع على الأقل |
| 16  |        | محمد الفريخة         | مستقل                                   | رجل أعمال ورئيس شركة طيران سيفاكس أيرلاينز                                  | تجميع 000 10 توقيع على الأقل في 10 دوائر إنتخابية في كل واحدة 500 توقيع على الأقل |
| 17  |        | محمد الحامدي         | التحالف الديمقراطي                      | سياسي وعضو المجلس الوطني التأسيسي                                           | تزكية عشرة نواب                                                                   |
| 18  |        | مختار الماجري        | مستقل                                   | رجل الاعمال                                                                 | تجميع 000 10 توقيع على الأقل في 10 دوائر إنتخابية في كل واحدة 500 توقيع على الأقل |
| 19  |        | عبد الرؤوف العيادي   | حركة وفاء                               | محامي وسياسي وعضو المجلس الوطني التأسيسي                                    | تزكية 14 نائبا                                                                    |
| 20  |        | محرز بوصيان          | حزب الشباب الحر                         | رئيس اللجنة الوطنية الأولمبية التونسية                                      | تجميع 000 10 توقيع على الأقل في 10 دوائر إنتخابية في كل واحدة 500 توقيع على الأقل |
| 21  |        | مصطفى بن جعفر        | التكتل الديمقراطي من أجل العمل والحريات | طبيب وسياسي، ورئيس المجلس الوطني التأسيسي من بعد الثورة حتى هذه الانتخابات. | تزكية 15 نائبا                                                                    |
| 22  |        | نور الدين حشاد       | مستقل                                   | سياسي ووزير وسفير سابق                                                      | تجميع 000 10 توقيع على الأقل في 10 دوائر إنتخابية في كل واحدة 500 توقيع على الأقل |
| 23  |        | منذر الزنايدي        | مستقل                                   | سياسي ووزير سابق                                                            | تجميع 000 10 توقيع على الأقل في 10 دوائر إنتخابية في كل واحدة 500 توقيع على الأقل |
| 24  |        | المنصف المرزوقي      | مستقل                                   | سياسي وطبيب وكاتب ورئيس تونس الثالث حتى هذه الانتخابات.                     | تزكية 14 نائبا                                                                    |
| 25  |        | سمير العبدلي         | مستقل                                   | محامي                                                                       | تزكية عشرة نواب                                                                   |
| 26  |        | محمد الهاشمي الحامدي | تيار المحبة                             | سياسي، رجل أعمال، إعلامي (رئيس قناة المستقلة)                               | تزكية عشرة نواب                                                                   |
| 27  |        | حمة الهمامي          | حزب العمال تحالف الجبهة الشعبية         | سياسي                                                                       | تزكية 11 نائبا                                                                    |

#### تأييدات
- الباجي قائد السبسي، وهو مرشح حركة نداء تونس وتلقى ترشيحه تأييد كل من آفاق تونس [38] واللقاء الدستوري [39] والحركة الدستورية وحركة الديمقراطيين الاجتماعيين.[40]
- المنصف المرزوقي، ترشح بصفة مستقلة [41] وتلقى مساندة من المؤتمر من أجل الجمهورية والتيار الديمقراطي [42] وحزب البناء الوطني وحزب الإصلاح والتنمية وحركة البناء المغاربي والحركة الوطنية للعدالة والتنمية [43] وحزب تونس الزيتونة وجزء كبير من قواعد حركة النهضة .[44][45][46]
- حمة الهمامي، مرشح تحالف الجبهة الشعبية وتلقى دعم الحزب الاشتراكي.[47]
- المنذر الزنايدي، ترشح كمستقل وتلقى مساندة الحزب الدستوري الجديد.[48]
- كلثوم كنو، مترشحة مستقلة تلقت دعم الحزب التونسي.[49]

## النتائج

### الدورة الأولى

المترشحين المتصدرين في الدوائر الانتخابية في تونس حسب الأصوات في الدورة الأولى:
الباجي قائد السبسي (15 دائرة)
المنصف المرزوقي (10 دوائر)
محمد الهاشمي الحامدي (1 دائرة)
حمة الهمامي (1 دائرة)

معطيات عامة
|                           | العدد     | % من المسجلين | % من الناخبين |
| ------------------------- | --------- | ------------- | ------------- |
| المسجلين                  | 354 308 5 | 100%          |               |
| الناخبين                  | 666 339 3 | 62.91%        | 100%          |
| الأصوات الصحيحة للمترشحين | 569 267 3 |               | 97.84%        |
| الأوراق الملغاة           | 088 50    |               | 1.50%         |
| الأوراق البيضاء           | 009 22    |               | 0.66%         |
| الامتناع عن التصويت       | 683 968 1 | 37.09%        |               |

| المترشحين | المترشحين | الأصوات   | %         |
| --- | --- | --------- | --------- |
| | الباجي قائد السبسي نداء تونس, مساند من آفاق تونس، حزب اللقاء الدستوري | 384 289 1 | 39.46 %   |
| | المنصف المرزوقي مستقل، مساند من المؤتمر من أجل الجمهورية التيار الديمقراطي، حزب البناء الوطني حزب الإصلاح والتنمية، حركة البناء المغاربي الحركة الوطنية للعدالة والتنمية، حزب تونس الزيتونة جزء كبير من قواعد حركة النهضة | 418 092 1 | 33.43 %   |
| | حمة الهمامي حزب العمال، الجبهة الشعبية | 529 255   | 7.82 %    |
| | محمد الهاشمي الحامدي تيار المحبة | 923 187   | 5.75 %    |
| | سليم الرياحي الاتحاد الوطني الحر | 407 181   | 5.55 %    |
| | كمال مرجان حزب المبادرة الوطنية الدستورية التونسية | 614 41    | 1.27 %    |
| | أحمد نجيب الشابي الحزب الجمهوري | 025 34    | 1.04 %    |
| | أحمد الصافي سعيد مستقل | 073 26    | 0.80 %    |
| | المنذر الزنايدي مستقل | 160 24    | 0.74 %    |
| | مصطفى بن جعفر التكتل الديمقراطي من أجل العمل والحريات | 989 21    | 0.67 %    |
| | كلثوم كنو مستقلة | 287 18    | 0.56 %    |
| | محمد الفريخة مستقل | 506 17    | 0.54 %    |
| | عبد الرزاق الكيلاني مستقل | 077 10    | 0.31 %    |
| | مصطفى كمال النابلي مستقل | 723 6     | 0.21 %    |
| | عبد القادر اللباوي مستقل | 486 6     | 0.20 %    |
| | العربي نصرة صوت شعب تونس | 426 6     | 0.20 %    |
| | حمودة بن سلامة مستقل | 737 5     | 0.18 %    |
| | محمد بن مبروك الحامدي التحالف الديمقراطي | 593 5     | 0.17 %    |
| | محرز بوصيان حزب الشباب الحر | 377 5     | 0.16 %    |
| | سالم الشايبي حزب المؤتمر الشعبي | 245 5     | 0.16 %    |
| | سمير العبدلي مستقل | 054 5     | 0.15 %    |
| | علي الشورابي مستقل | 699 4     | 0.14 %    |
| | مختار الماجري مستقل | 286 4     | 0.13 %    |
| | عبد الرؤوف العيادي حركة وفاء | 551 3     | 0.11 %    |
| | ياسين الشنوفي مستقل | 118 3     | 0.10 %    |
| | عبد الرحيم الزواري الحركة الدستورية | 701 1     | 0.08 %    |
| | نور الدين حشاد مستقل | 181 2     | 0.07 %    |
| مجموع أصوات المترشحين | مجموع أصوات المترشحين | 569 267 3 | 100 %     |
| إجمالي الأصوات | إجمالي الأصوات | 666 339 3 |           |
| الإقبال | الإقبال | 62.91%    | 62.91%    |
| عدد من يحق لهم الانتخاب | عدد من يحق لهم الانتخاب | 354 308 5 | 354 308 5 |
| المصدر: الموقع الرسمي لهيئة الانتخابات قرار التصريح بالنتائج الأولية للدورة الأولى للانتخابات الرئاسية ملحق قرار التصريح بالنتائج التفصيلية حسب الدوائر | |           |           |

### الدورة الثانية
معطيات عامة
|                           | العدد     | % من المسجلين | % من الناخبين |
| ------------------------- | --------- | ------------- | ------------- |
| المسجلين                  | 354 308 5 | 100%          |               |
| الناخبين                  | 382 189 3 | 60.09%        | 100%          |
| الأصوات الصحيحة للمترشحين | 042 110 3 |               | 97.51%        |
| الأوراق الملغاة           | 585 50    |               | 1.58%         |
| الأوراق البيضاء           | 755 28    |               | 0.90%         |
| الامتناع عن التصويت       | 972 118 2 | 39.91%        |               |

| المترشحين                              | المترشحين | الأصوات   | %         |
| -------------------------------------- | --- | --------- | --------- |
|                                        | الباجي قائد السبسي نداء تونس, مساند من آفاق تونس، حزب المبادرة المسار الديمقراطي الاجتماعي، الحركة الدستورية حركة الدستوريين الأحرار، حزب اللقاء الدستوري الاتحاد الوطني الحر، الجبهة الوطنية للانقاذ حزب العمل الوطني الديمقراطي، حزب قوى 14 جانفي جبهة تصحيح المسار الانتخابي   | 529 731 1 | 55.68%    |
|                                        | المنصف المرزوقي مستقل، مساند من المؤتمر من أجل الجمهورية التيار الديمقراطي، حزب البناء الوطني، حزب الإصلاح والتنمية حركة البناء المغاربي، الحركة الوطنية للعدالة والتنمية حزب تونس الزيتونة، حركة وفاء، الحزب التونسي حركة الديمقراطيين الاشتراكيين جزء كبير من قواعد حركة النهضة | 513 378 1 | 44.32%    |
| مجموع أصوات المترشحين                  | مجموع أصوات المترشحين | 042 110 3 | 100 %     |
| إجمالي الأصوات                         | إجمالي الأصوات | 382 189 3 |           |
| الإقبال                                | |           |           |
| عدد من يحق لهم الانتخاب                | عدد من يحق لهم الانتخاب | 354 308 5 | 354 308 5 |
| المصدر: الموقع الرسمي لهيئة الانتخابات | |           |           |

المترشحين المتصدرين في الدوائر الانتخابية في تونس حسب الأصوات في الدورة الثانية:
الباجي قائد السبسي (17 دائرة)
المنصف المرزوقي (10 دوائر)

رسميا حركة النهضة تركت حرية الاختيار لمناصريها، وكذلك الجبهة الشعبية تركت حرية الاختيار بين المرشحين ولكنها دعت إلى عدم التصويت للمرزوقي.

يمثل المرزوقي في مكاتب الاقتراع 31 ألفا بينما السبسي 28 ألفا. وكذلك يوجد 500 29 ملاحظ عام منهم 500 1 أجنبي وكذلك حوالي 500 1 صحفي وطني ودولي. من بين الملاحظين العامين تشارك منظمات عتيد وأنا يقظ تونس ومراقبون بعدة آلاف.

## مقالات ذات صلة
- الانتخابات التشريعية التونسية 2014
- المجلس الوطني التأسيسي التونسي (2011-2014)

## وصلات خارجية
- الموقع الرسمي لهيئة الانتخابات.